# Газімагомед Халідов
Газімагомед Шамілович Халідов Гафурова (ісп. Gazimagomed Shamilovich Jalidov Gafurova, рос. Газимагомед Шамилович Джалидов Гафурова; 16 березня 1995, Хасав'юрт, Дагестан) — іспанський боксер дагестанського походження, призер чемпіонату світу серед аматорів.

## Аматорська кар'єра
На Олімпійських іграх 2020 переміг Пауло Аокусо (Австралія), а в другому бою програв Імаму Хатаєву (Росія).
На чемпіонаті Європи 2022 програв у першому бою Артему Агеєву (Сербія).
На чемпіонаті світу 2023 став бронзовим призером.
- В 1/16 фіналу переміг Ектора Акурре (Мексика) — 4-1
- В 1/8 фіналу переміг Десмонда Амстердама (Гаяна) — 5-0
- У чвертьфіналі переміг Габрієля Віочича (Хорватія) — KO
- У півфіналі програв Тохтарбеку Танатхану (Китай) — 2-5

На Європейських іграх 2023 програв у другому бою Сальваторе Кавальяро (Італія).

## Професіональна кар'єра
2022 року провів один бій на професійному рингу.